# Periscepsia propleuralis
Periscepsia propleuralis là một loài ruồi trong họ Tachinidae.